# Formuladeildin 2005
La stagione 2005 della Formuladeildin, si disputò dal 28 marzo al 22 ottobre, e fu organizzata con la formula del girone all'italiana, in cui ciascuna squadra ha incontrato per tre volte tutte le altre. Al termine della regular season la nona classificata della Formuladeildin affrontò la seconda classificata della 2. deild per determinare la decima partecipante al massimo torneo faroense della stagione successiva.

## Formuladeildin 2005
Il campionato fu vinto dal B36 Tórshavn, mentre allo spareggio ebbe la meglio il GÍ Gøta, giunto penultimo al termine della stagione regolare.

### Squadre partecipanti
- B36 Tórshavn
- EB/Streymur
- GÍ Gøta
- HB Tórshavn (Campione 2004)
- ÍF Fuglafjørður
- KÍ Klaksvík
- NSÍ Runavík
- Skála ÍF
- TB Tvøroyri
- VB Vágur

### Classifica finale
|    | Classifica      | G  | V  | N  | P  | GF | GS | Dif | Pt |
| -- | --------------- | -- | -- | -- | -- | -- | -- | --- | -- |
| 1  | B36 Tórshavn    | 27 | 15 | 9  | 3  | 38 | 17 | 21  | 54 |
| 2  | Skála ÍF        | 27 | 13 | 11 | 3  | 55 | 30 | 25  | 50 |
| 3  | HB Tórshavn     | 27 | 15 | 5  | 7  | 66 | 35 | 31  | 50 |
| 4  | NSÍ Runavík     | 27 | 14 | 8  | 5  | 58 | 44 | 14  | 50 |
| 5  | EB/Streymur     | 27 | 11 | 10 | 6  | 48 | 35 | 13  | 43 |
| 6  | ÍF Fuglafjørður | 27 | 6  | 9  | 12 | 32 | 57 | -25 | 27 |
| 7  | KÍ Klaksvík     | 27 | 7  | 4  | 16 | 40 | 52 | -12 | 25 |
| 8  | VB Vágur        | 27 | 6  | 6  | 15 | 36 | 57 | -21 | 24 |
| 9  | GÍ Gøta         | 27 | 6  | 5  | 16 | 35 | 58 | -23 | 23 |
| 10 | TB Tvøroyri     | 27 | 5  | 7  | 15 | 26 | 49 | -23 | 22 |

### Spareggio
Al termine della stagione fu disputato un play-off/play-out tra la nona classificata della Formuladeildin (GÍ Gøta) e la seconda della 2.deild (B71 Sandur). La vittoria andò al GÍ Gøta, che conquistò così la permanenza nella massima serie per la stagione 2006.
- Andata (26 ottobre 2005) - GÍ Gøta – B71 Sandur 3-0
- Ritorno (29 ottobre 2005) - B71 Sandur - GÍ Gøta 1-4

### Verdetti
- B36 Tórshavn Campione delle Isole Fær Øer 2005; Qualificata per il primo turno di qualificazione di UEFA Champions League 2006/2007.
- Skála ÍF Qualificata per il primo turno di qualificazione di Coppa UEFA 2006/2007.
- HB Tórshavn Qualificata per il primo turno di Coppa Intertoto 2006.
- TB Tvøroyri retrocessa in 2. deild.
- GÍ Gøta Qualificata per il primo turno di qualificazione di Coppa UEFA 2006/2007 (vincitrice della Coppa nazionale).

## 1. deild
Al termine del torneo di seconda divisione, risultò promossa in Formuladeildin il B68 Toftir. Allo spareggio andò il B71 Sandur, ma venne sconfitta dal GÍ Gøta.